# Paul O'Brien
Paul O'Brien ( Zuid-Afrika, 14 april 1978) is een Australisch acteur.

## Biografie
O'Brien werd geboren in Zuid-Afrika en hij groeide op in Queensland. Op zijn 21ste verhuisde hij naar Melbourne om een carrière als acteur te kunnen beginnen. In 2005 kreeg hij de rol Jack Holden te pakken in de soapserie Home and Away. Hij speelde deze rol van 2005 tot 2009 en leverde hem 2 Logie-nominaties op.